# Hanna Hall
Hanna Rose Hall (* 9. července 1984) je americká herečka.

## Osobní život
V roce 2002 absolvovala Colorado Rocky Mountain School v Carbondale ve státě Colorado. Roku 2005 zase Vancouver Film School, kde dokončila komplexní program filmové produkce.

## Kariéra
Nejznámější je z filmů Forrest Gump, The Virgin Suicides a remake Halloween z roku 2007.

## Filmografie
- Invasion: False Flag (2012)
- Visible Scars (2012)
- Scalene (2011)
- Happiness Runs (2010)
- A Numbers Game (2010)
- Radio Free Albemuth (2010)
- American Cowslip (2009)
- Text (2008)
- Halloween (2007)
- Neal Cassady (2007)
- Policejní vyjednavači (TV seriál) (2006)
- White Picket Fence (2006)
- Amy & Isabelle (2001)
- Smrt panen (1999)
- Homecoming (1996)
- Není úniku (1996)
- Zlatovláska a tři medvědi (1995)
- Forrest Gump (1994)